# 서부의 불청객
《서부의 불청객》(이탈리아어: Keoma)은 1976년에 공개한 이탈리아의 영화이다.

## 캐스팅

### 주연
- 프랑코 네로 : 케오마 섀넌 역
- 우디 스트로드 : 조지 역

### 조연
- 윌리엄 버거 : 윌리엄 섀넌 역
- 도널드 오브라이언 : 콜드웰 역
- 올가 칼라토스 : 리자 파로우 역
- 지오바니 시안프리글리아 : 갱 멤버 역
- 오소 마리아 구에리니 : 버치 섀넌 역

### 단역
- 조슈아 싱클레어 : 샘 섀넌 역
- 레오나르도 스카비노 : 의사 역
- 빅토리아 지니 : 유흥업소 주인 역
- 로베르토 델아쿠아 : 콜드웰 갱 멤버 역
- 마시모 바니